# Їстівні гриби

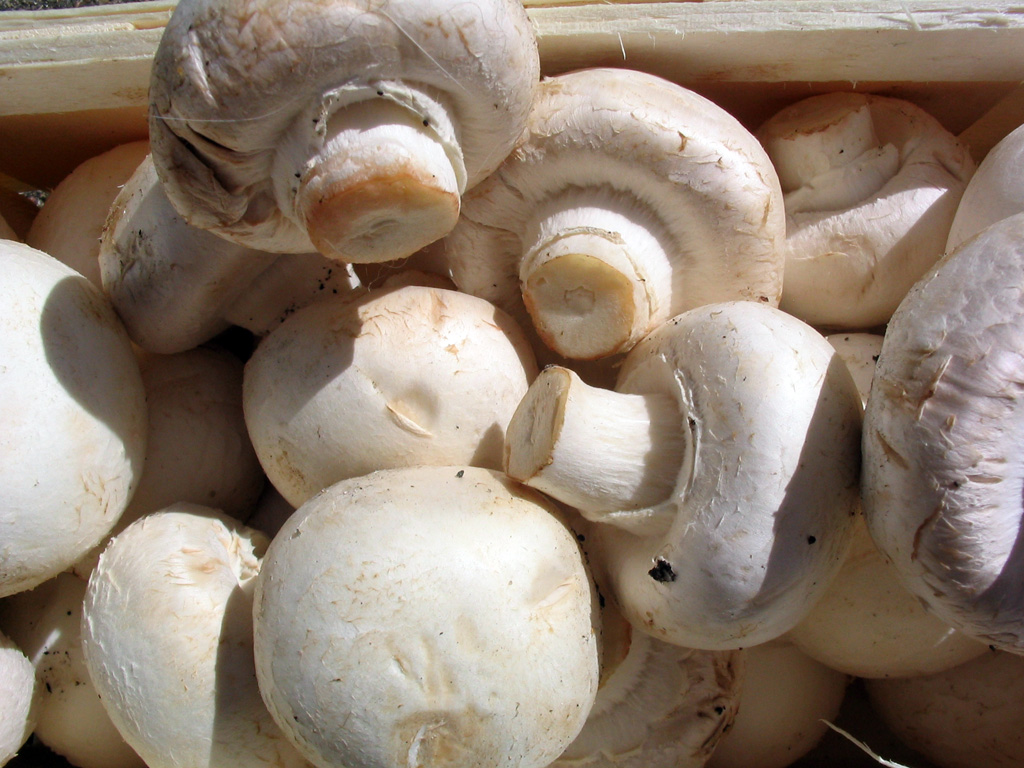
Печериця — є одним із найвідоміших серед багатьох видів їстівних грибів.

Їстівні гриби це м'ясисті і їстівні плодові тіла декількох видів макрофагів (гриби, які мають плодові тіла достатньо великого розміру, що їх видно неозброєним оком). Багато грибів є корисними та поживними, іноді їх називають «лісовим» або «рослинним м'ясом».

## Харчова цінність
Гриби багаті білком (також містять близько 1 % вільних амінокислот), вуглеводами — специфічним грибним цукром мікозів і глікогеном (так званим тваринним крохмалем). Гриби містять мінеральні речовини: калій, фосфор, сірку, магній, натрій, кальцій, хлор, і вітаміни А (каротин), вітаміни групи В, вітамін С, великі кількості вітаміну D і вітаміну РР.
Білки в грибах знаходяться у вигляді білково-полісахаридних комплексів, тобто у зв'язаній з хітином клітинної оболонки формі. Це перешкоджає гідролізу білків до окремих амінокислот соляною кислотою шлункового соку і знижує засвоюваність білків. Покращити засвоюваність білка грибів можна спеціальними засобами кулінарної обробки — ретельним подрібненням, приготуванням соусів і грибної ікри. Використання грибного борошна, виготовленого із сушених грибів, дозволяє підняти засвоюваність з 70 % до 88 %.
У грибах також є ферменти (особливо в печерицях), які, прискорюючи розщеплення білків, жирів і вуглеводів, сприяють кращому засвоєнню їжі.
За Б. П. Васильковим їстівні гриби поділялися на чотири категорії харчової цінності (з):
| I   | Білий гриб, рижик смачний, хрящ-молочник справжній                                                           |
| II  | Підберезовик, дубовик, маслюк, вовнянка, печериця                                                            |
| III | Моховик зелений, Валуй, сироїжки, хрящ-молочник оливково-чорний, опеньок осінній справжній, лисичка звичайна |
| IV  | Моховик тріщинуватий, скрипиця, опеньок луговий, глива, гриб-зонтик.                                         |

До четвертої категорії належали маловідомі і їстівні гриби, що рідко збираються.
В даний час від поділу грибів на харчові категорії відмовляються, для кожного виду індивідуально описують харчову цінність, часто із зазначенням національних особливостей у світовій кулінарії.
Хоча ніякі гриби не рекомендується вживати в сирому вигляді, зустрічаються рецепти страв (салатів, бутербродів) саме з сирих грибів. Іноді в такому вигляді вживають сироїжки, печериці, гливи, рижики, гриби-парасольки строкаті; делікатесним вважається салат із сирих мухоморів цезаря.
| Частина гриба             | Свіжі гриби | Свіжі гриби   | Склад сухої речовини | Склад сухої речовини | Склад сухої речовини | Склад сухої речовини | Склад сухої речовини | Склад сухої речовини  | Склад сухої речовини |
| Частина гриба             | Вода        | Суха речовина | Білки                | Жири                 | Манітол              | Цукор                | Клітковина           | Екстрактивні речовини | Зола                 |
| ------------------------- | ----------- | ------------- | -------------------- | -------------------- | -------------------- | -------------------- | -------------------- | --------------------- | -------------------- |
| Білий гриб                |             |               |                      |                      |                      |                      |                      |                       |                      |
| Ніжка                     | 87,02       | 12,98         | 30,73                | 4,41                 | 12,71                | 0,98                 | 40,41                | 4,09                  | 6,67                 |
| Шапинка                   | 86,17       | 13,83         | 43,90                | 6,20                 | 14,14                | 1,87                 | 22,54                | 3,25                  | 8,10                 |
| Верхня частина шапинки    | 87,66       | 12,34         | 39,91                | 5,82                 | 7,14                 | 1,71                 | 30,92                | 5,21                  | 9,29                 |
| Гіменофор                 | 88,17       | 11,83         | 48,74                | 7,97                 | 10,16                | 2,01                 | 19,41                | 3,26                  | 8,45                 |
| Підберезовик              |             |               |                      |                      |                      |                      |                      |                       |                      |
| Ніжка                     | 88,69       | 11,31         | 29,87                | 3,51                 | 9,85                 | 2,46                 | 42,35                | 4,76                  | 7,20                 |
| Шапинка                   | 84,03       | 15,97         | 44,99                | 9,90                 | 12,75                | 3,28                 | 20,56                | 3,38                  | 9,14                 |
| Маслюк звичайний          |             |               |                      |                      |                      |                      |                      |                       |                      |
| Ніжка                     | 91,07       | 8,93          | 32,75                | 3,80                 | 15,57                | 0,18                 | 35,99                | 4,43                  | 7,46                 |
| Шапинка                   | 91,69       | 8,41          | 40,74                | 6,42                 | 16,91                | 0,91                 | 21,05                | 3,50                  | 10,47                |
| Моховик зелений           |             |               |                      |                      |                      |                      |                      |                       |                      |
| Ніжка                     | 89,83       | 10,17         | 35,38                | 2,36                 | 10,94                | 0,48                 | 41,23                | 3,78                  | 5,83                 |
| Шапинка                   | 88,32       | 11,68         | 39,85                | 5,82                 | 12,92                | 1,14                 | 28,29                | 3,40                  | 8,58                 |
| Вовнянка                  |             |               |                      |                      |                      |                      |                      |                       |                      |
| Ніжка                     | 90,29       | 9,71          | 35,71                | 4,02                 | 12,79                | 2,01                 | 35,26                | 3,78                  | 6,43                 |
| Шапинка                   | 89,83       | 10,17         | 39,14                | 5,34                 | 13,14                | 1,98                 | 28,93                | 4,10                  | 7,37                 |
| Рижик смачний             |             |               |                      |                      |                      |                      |                      |                       |                      |
| Ніжка                     | 90,17       | 9,83          | 34,28                | 5,74                 | 13,74                | 0,88                 | 31,43                | 6,81                  | 7,12                 |
| Шапинка                   | 89,99       | 10,01         | 38,12                | 7,37                 | 12,91                | 1,49                 | 27,42                | 4,55                  | 8,14                 |
| Лисичка справжня          |             |               |                      |                      |                      |                      |                      |                       |                      |
| Ніжка                     | 88,23       | 11,77         | 28,35                | 4,72                 | 12,17                | 4,13                 | 38,04                | 4,16                  | 8,43                 |
| Шапинка                   | 88,95       | 11,05         | 27,77                | 7,13                 | 13,13                | 3,98                 | 35,93                | 2,13                  | 9,93                 |
| Опеньок осінній справжній |             |               |                      |                      |                      |                      |                      |                       |                      |
| Ніжка                     | 92,53       | 7,47          | 26,91                | 4,62                 | 9,16                 | 2,91                 | 44,07                | 3,52                  | 8,81                 |
| Шапинка                   | 92,80       | 7,20          | 28,16                | 4,92                 | 10,74                | 3,18                 | 37,58                | 4,50                  | 10,92                |

## Умовно-їстівні гриби
До умовно-їстівних найчастіше відносять гриби отруйні або їдкого смаку в сирому вигляді, але цілком їстівні після ретельної кулінарної обробки. Іноді називаються і інші причини умовної їстівності — наприклад, їстівні тільки у молодому віці.
Харчове застосування таких грибів засноване на тому, що їх отрути знешкоджуються при температурі вище 70 °C або добре розчиняються в гарячій воді і видаляються при відварюванні. Перед приготуванням страв з умовно-їстівних грибів їх необхідно варити у великій кількості води не менше 35 — 40 хвилин або два рази по 20 хвилин, відвар не використовується, а відварені гриби промивають водою.
Їдкі та гіркі речовини з деяких хрящів-молочників також видаляються кип'ятінням або вимочуванням в холодній воді протягом декількох діб.
Умовно-їстівні гриби, придатні для сушіння, можна вживати тільки після певного терміну зберігання (звичайно 2 — 3 місяці), за цей час отруйні речовини знешкоджуються.
До умовно-їстівних відносять деякі гриби, які вважаються кращими і дуже смачними — вовнянка, хрящ-молочник оливково-чорний, рядовка фіолетова, опеньок осінній справжній.

## Отруєння їстівними грибами
Неправильне використання їстівних грибів може спричинити отруєння, в тому числі тяжке. У перезрілих та несвіжих грибах накопичуються токсини, утворені в результаті розкладу білків. Те ж саме відбувається при неправильному висушуванні грибів. Отруєння можуть викликати їстівні гриби, вражені грибами-паразитами.
Отруєння можуть викликати і їстівні гриби-гнойовики білий і чорнильний. Молоді плодові тіла цих грибів можна вживати в вареному, смаженому, тушкованому вигляді, але при цьому категорично не можна вживати алкогольні напої. Отруйні речовини гриба не розчиняються ні водою, ні шлунковим соком, але добре розчиняються алкоголем і потрапляють у кров, спричиняють отруєння. За декілька годин симптоми проходять, але алкоголь не можна вживати і наступного дня через загрозу рецидиву.

## Види їстівних грибів
Усього налічується кілька тисяч видів їстівних грибів.

### Список грибів, що вважаються делікатесними або найсмачнішими

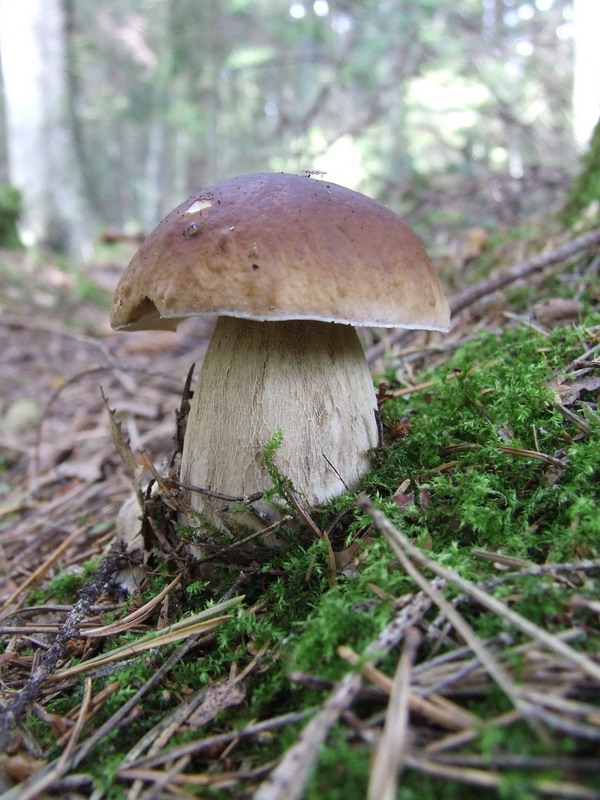
Білий гриб
- Гнойовик білий
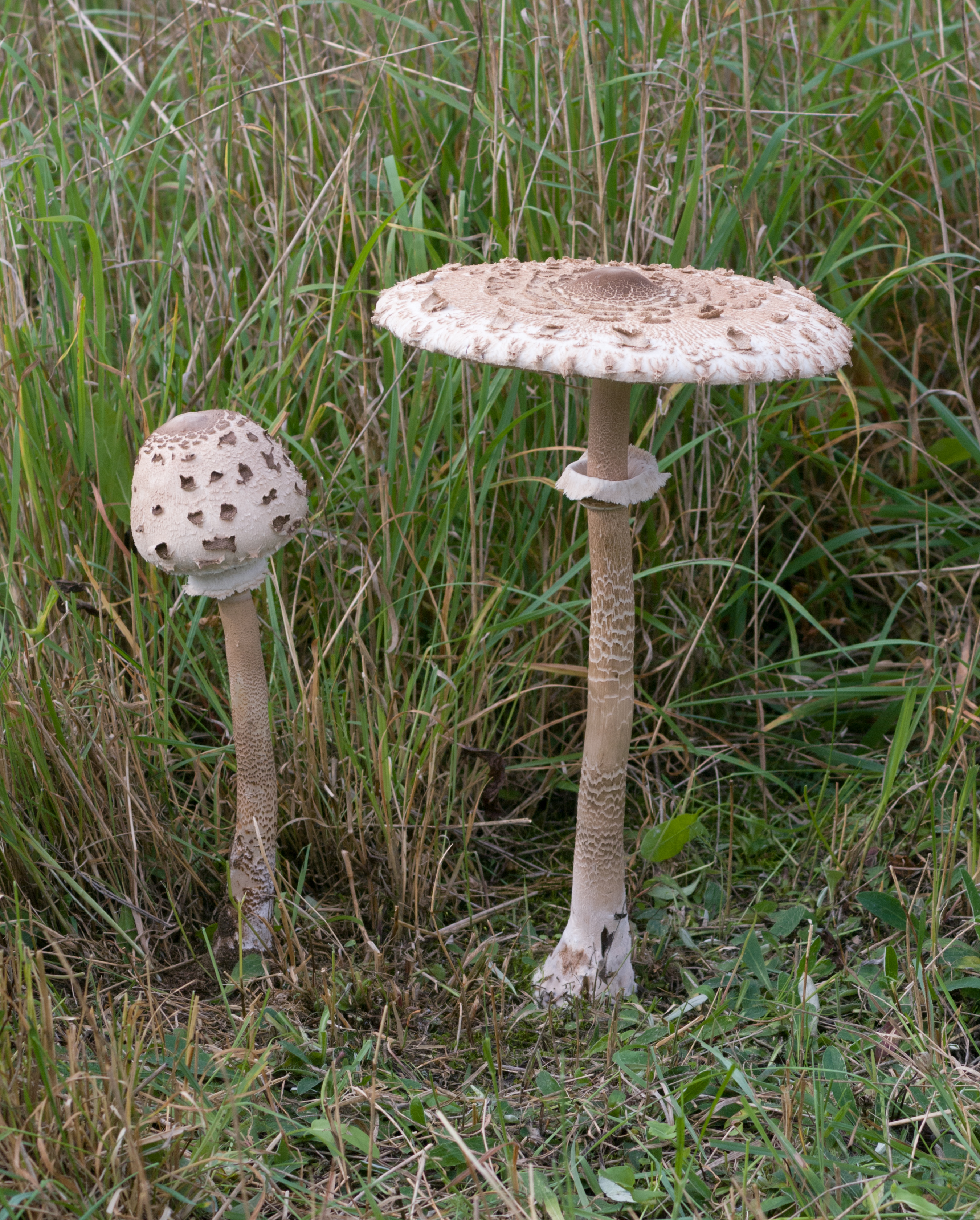
Гриб-зонтик строкатий та інші вид
- Зморшок їстівний умовно-їстівний гриб третьої категорії. Придатний у їжу після відварювання в киплячій підсоленій воді протягом 10-15 хвилин (відвар зливається), або після сушіння без відварювання.
- Їжовик жовтуватий
- Ковпак
- Лисичка справжня
- Маслюк звичайний
- Мухомор цезарів — у місцях масового зростання (Середземномор'я) з давнини вважається делікатесом
- Опеньок луговий
- Печериці (особливо садова, польова і звичайна) — визнаються найкращими в Західній Європі, особливо у Франції .
- Підберезовик
- Підосиковик
- Плеврот черепичастий (глива)
- Порхавка гігантська
- Рижик смачний
- Рядовка зелена
- Сироїжка луската
- Сироїжка синьо-зелена
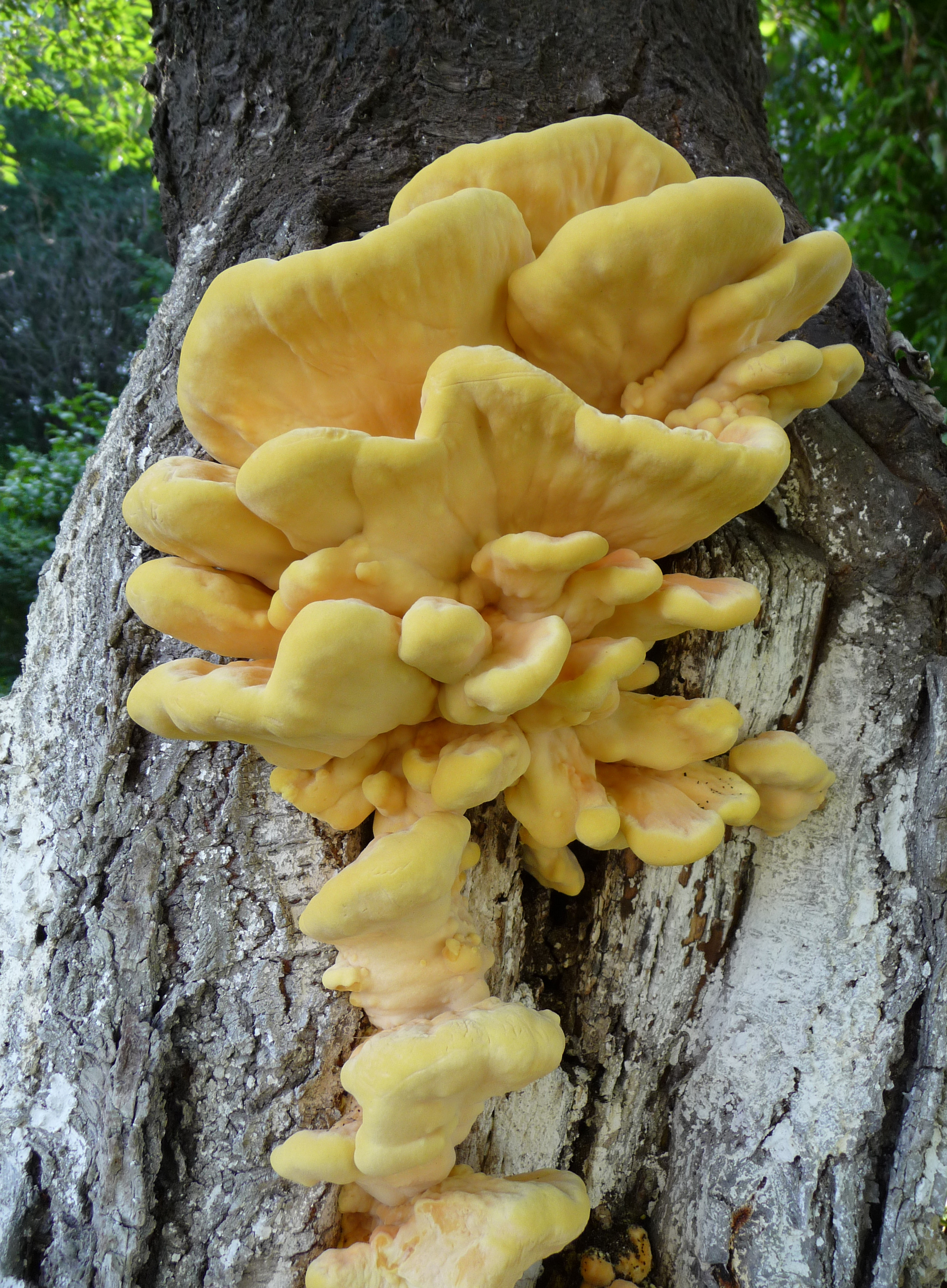
Трутовик сірчано-жовтий
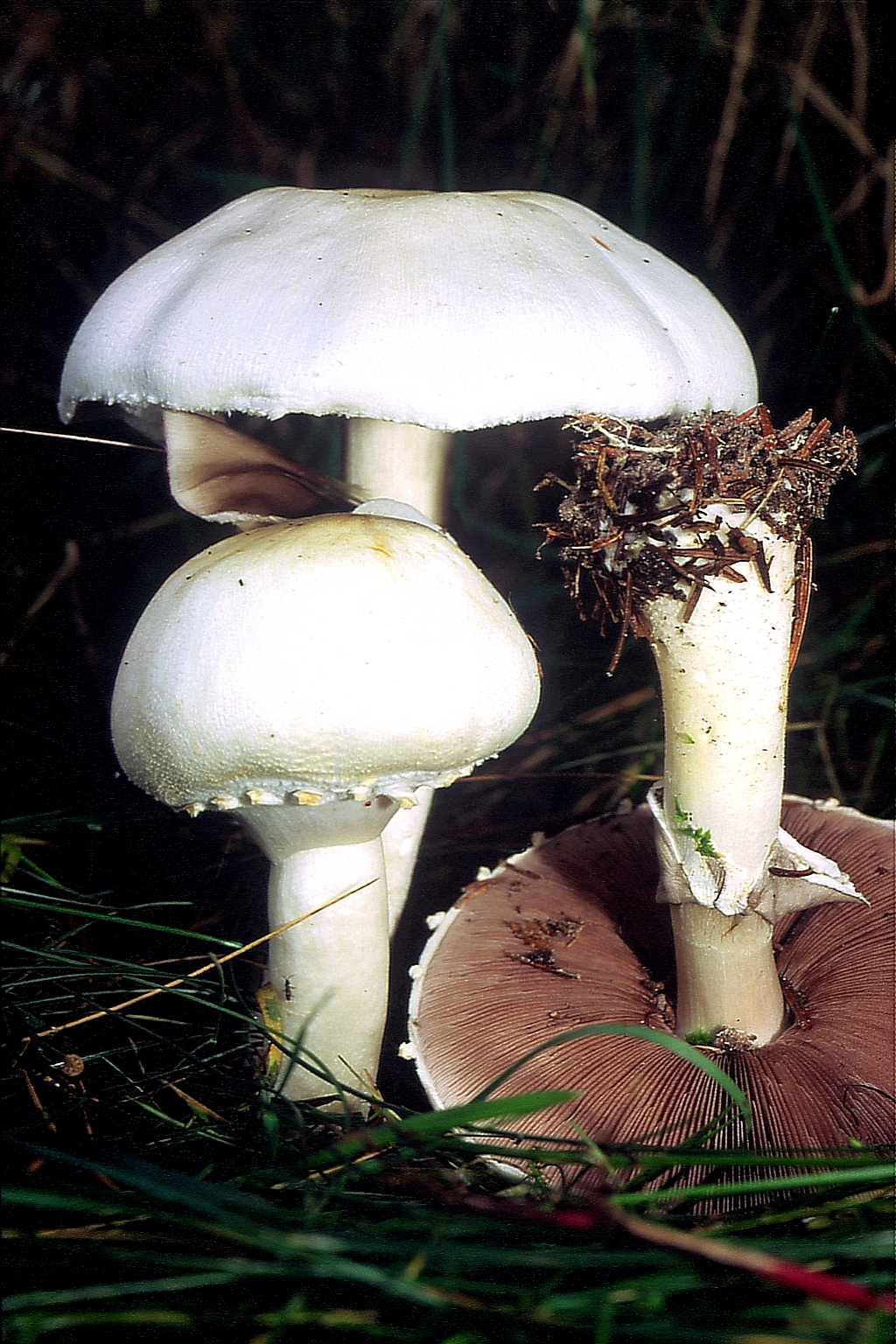
Печериця польова

- Білий гриб
- Гриб-зонтик великий
- Трутовик сірчано-жовтий
- Печериця польова

### Список найвідоміших умовно-їстівних грибів
- Валуй

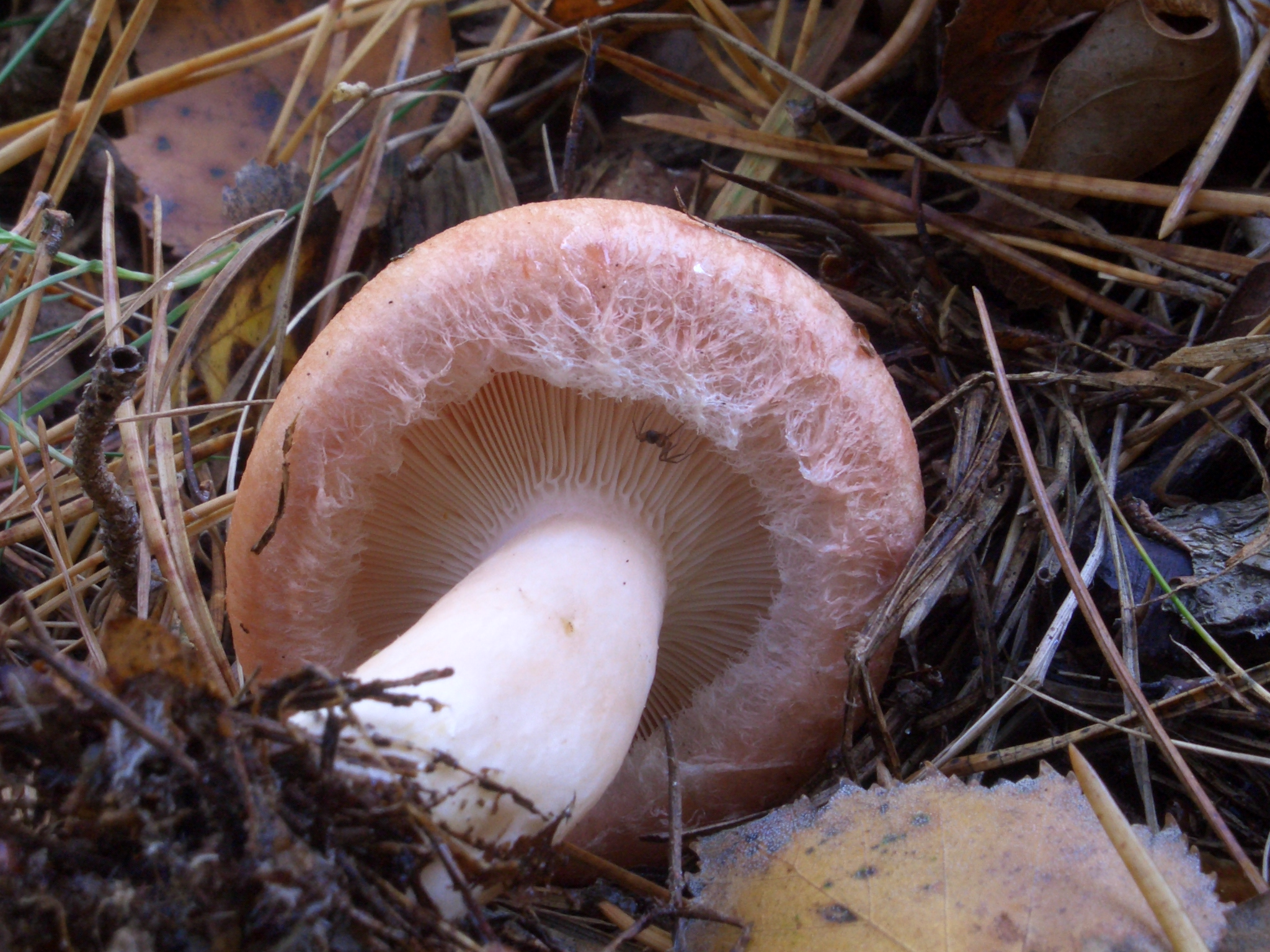
Вовнянка
- Гнойовик чорнильний
- Дубовик
- Зморшок їстівний
- Мухомор червоніючий
- Опеньок осінній справжній
- Рядовка фіолетова
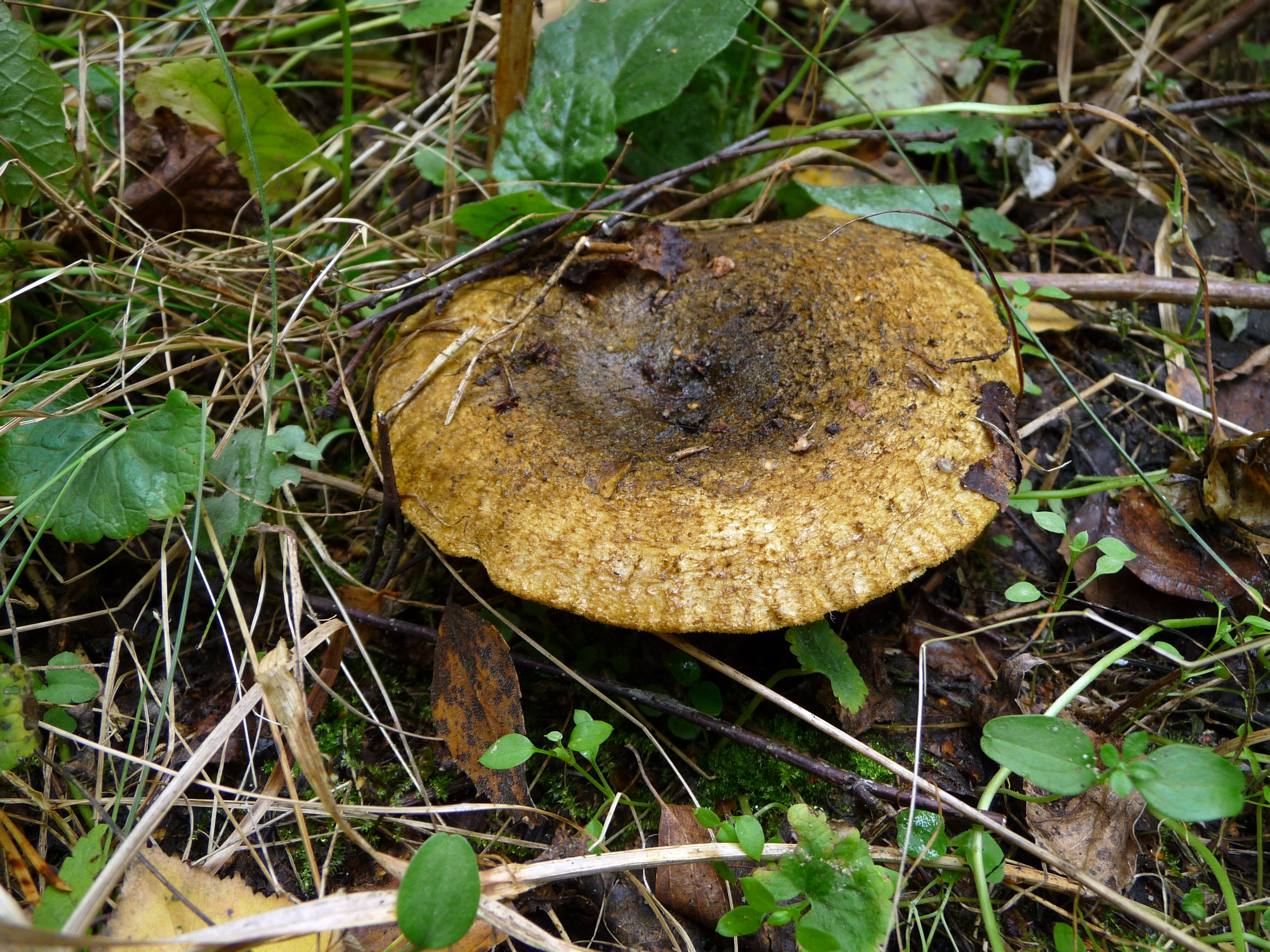
Хрящ-молочник гірчак
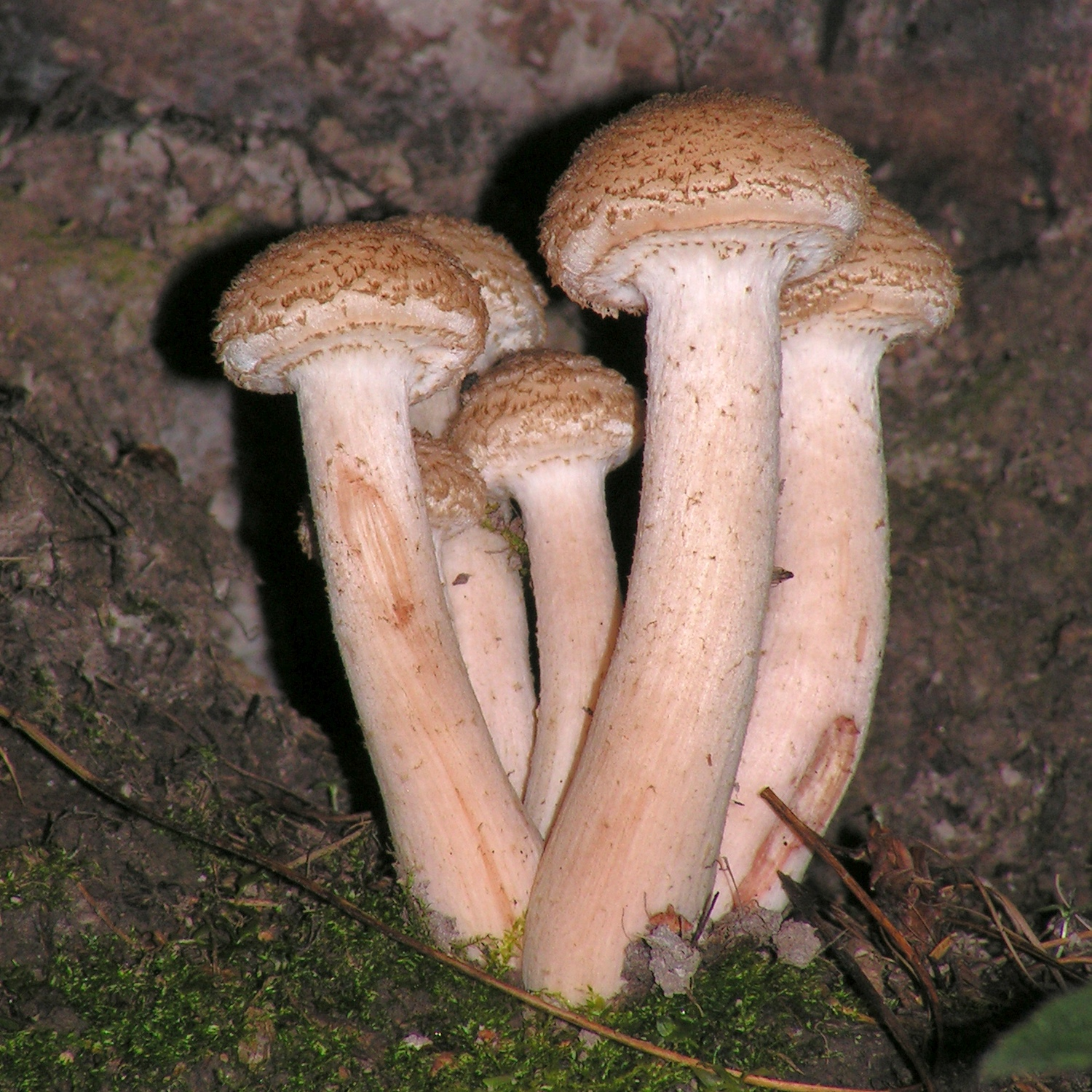
Опеньок осінній справжній

- Хрящ-молочник оливково-чорний
- Хрящ-молочник перцевий
- Хрящ-молочник повстистий

- Вовнянка
- Хрящ-молочник оливково-чорний
- Опеньок осінній справжній

### Культивованігриби

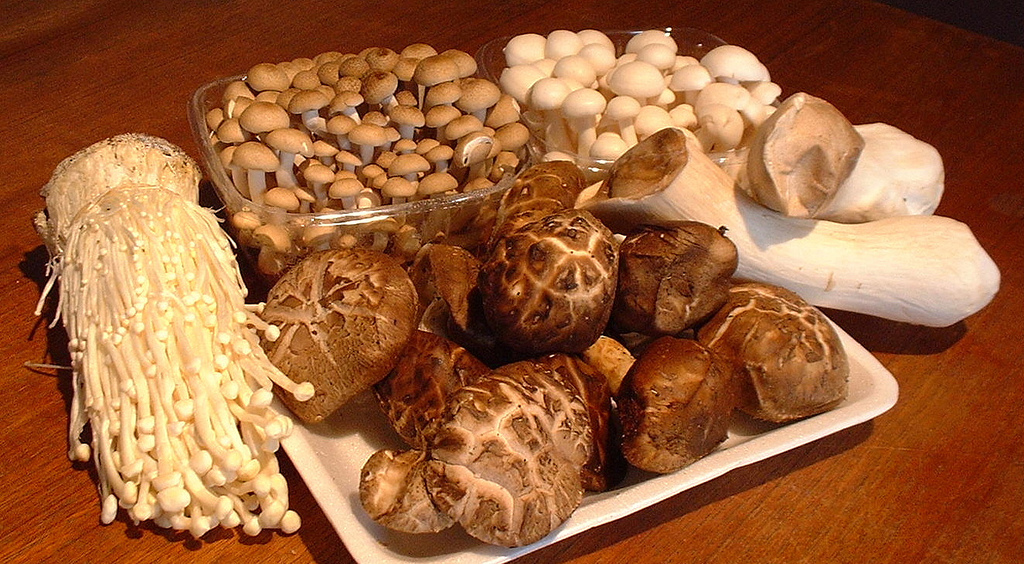
Вирощувані їстівні гриби в Японії.
За годинниковою стрілкою зліва направо:
опеньок зимовий - Flammulina velutipes,
буна-шимеджі (опеньок мармуровий коричневий) - Hypsizygus marmoreus, бунапі-шимеджі (опеньок мармуровий білий) - Hypsizygus marmoreus,
ерінджі (глива королівська) - Pleurotus eryngii,
шіїтаке - Lentinula edodes.

Грибництво (вирощування грибів) має довгу історію, і існує більше двадцяти комерційно вирощуваних грибів. Гриби вирощують щонайменше в 60 країнах світу, серед яких Китай, США, Нідерланди, Франція та Польща є п'ятьма найбільшими виробниками грибів станом на 2000 р.
Комерційне вирощування грибів має важливий вплив на екологію, оскільки існує занепокоєння щодо виснаження крупних грибів, таких як лисичка у Європі, оскільки їх збір став популярним, але гриб досі проблематично вирощувати.
Список найвідоміших в Україні вирощуваних грибів:
- Гриб зимовий (енокітаке) (Flammulina velutipes)
- Печериця садова (Agaricus bisporus)
- Плеврот черепичастий (глива) (Pleurotus ostreatus)
- Шіїтаке (Lentinula edodes)

Також у світі вирощують:
- Hericium erinaceus
- Опеньок тополиний (Cyclocybe aegerita)
- Auricularia auricula-judae
- Солом'яний гриб (Volvariella volvacea)
- Tremella fuciformis
- Hypsizygus tessulatus
- Stropharia rugosoannulata

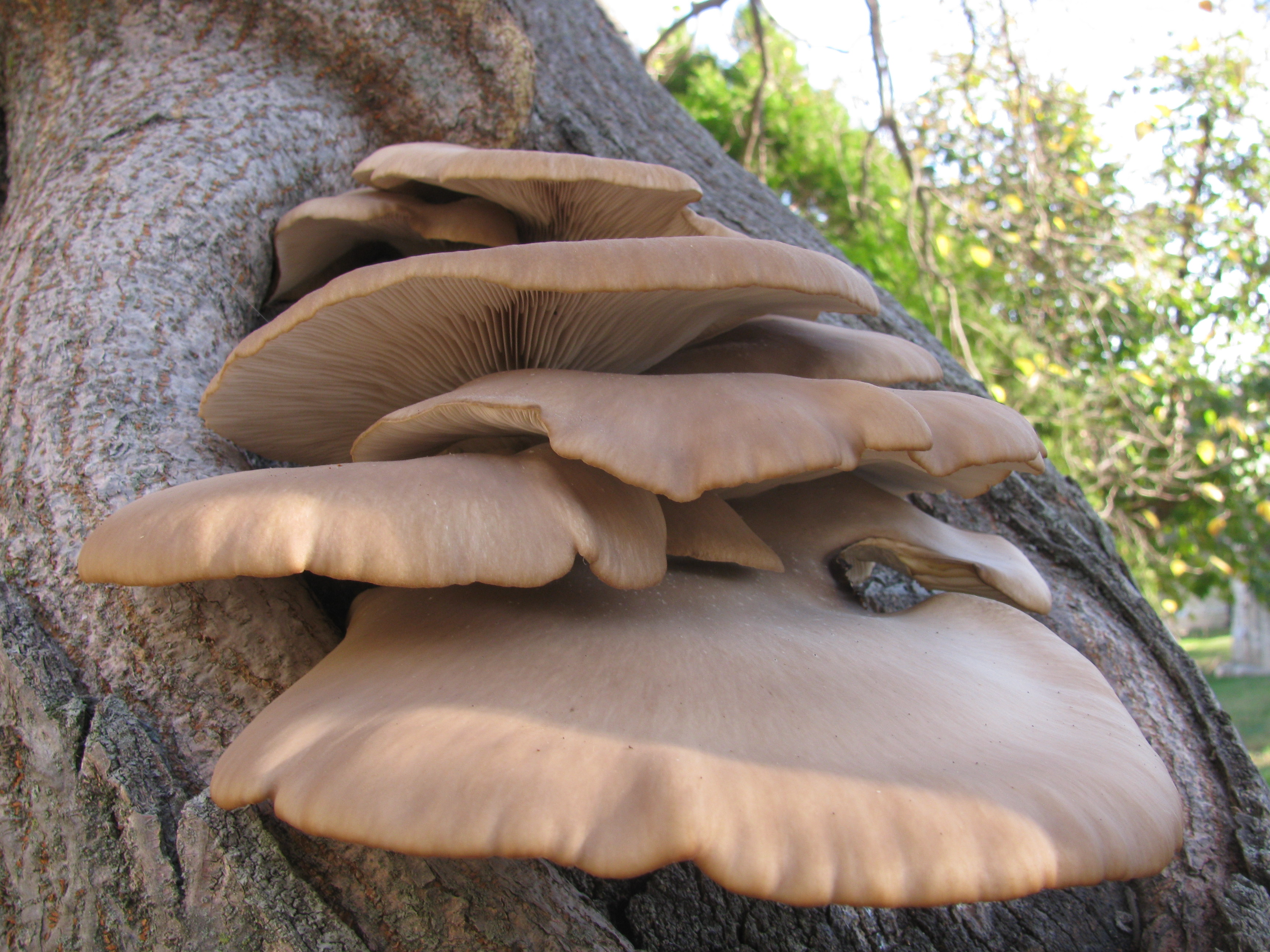
Глива
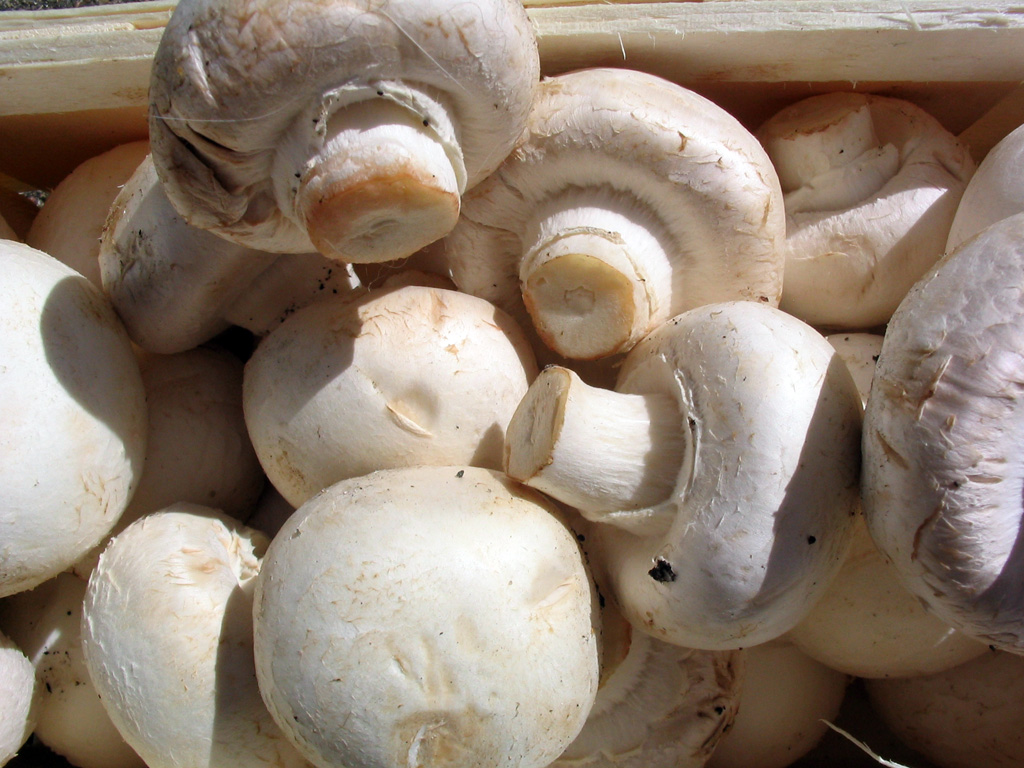
Печериця садова
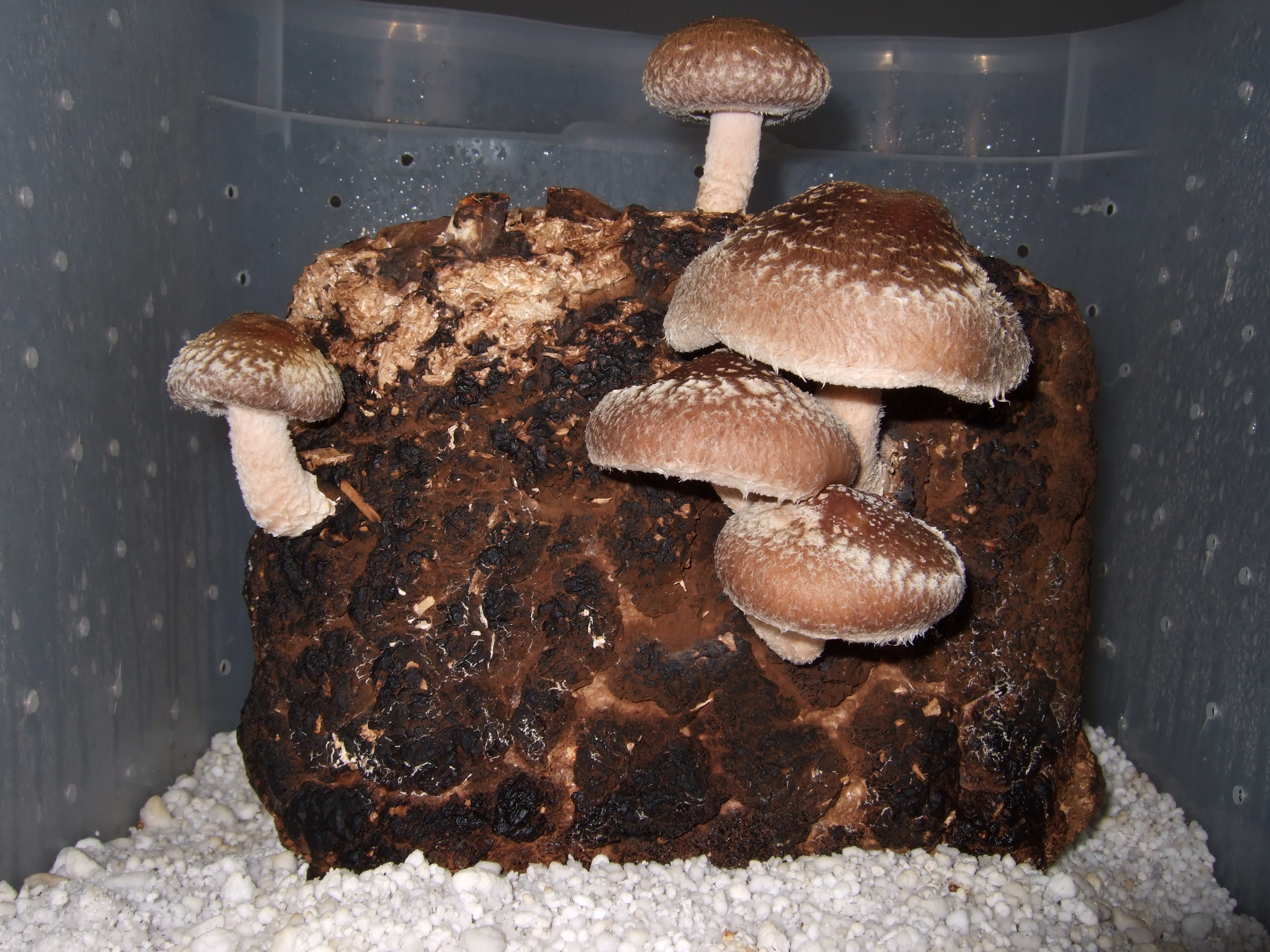
Шіїтаке